# 巴尔斯希
巴尔斯希（Barshi），是印度马哈拉施特拉邦Solapur县的一个城镇。总人口104786（2001年）。

## 人口
该地2001年总人口104786人，其中男性53894人，女性50892人；0—6岁人口12922人，其中男6964人，女5958人；识字率71.37%，其中男性为78.08%，女性为64.27%。